# Campionati mondiali di skeleton 2023
I Campionati mondiali di skeleton 2023 sono stati la trentesima edizione della rassegna iridata dello skeleton, manifestazione organizzata negli anni non olimpici dalla Federazione Internazionale di Bob e Skeleton; si sono tenuti dal 26 al 29 gennaio 2023 a Sankt Moritz, in Svizzera, sulla pista Olympia Bobrun St. Moritz-Celerina, la stessa sulla quale si svolsero le rassegne iridate del 1982, del 1989, del 1998, del 2007 e del 2013. Si sono disputate gare in tre differenti specialità: nel singolo donne, nel singolo uomini e nella gara a squadre; la località del Cantone dei Grigioni ha quindi ospitato le competizioni iridate per la quinta volta nel singolo maschile, per la terza nel singolo femminile e per la seconda nella gara a squadre. Anche questa edizione dei mondiali, come ormai da prassi iniziata nella rassegna di Schönau am Königssee 2004, si è svolta contestualmente a quella di bob.

## Calendario
| Campionati mondiali di skeleton 2023 | Campionati mondiali di skeleton 2023 | Campionati mondiali di skeleton 2023 | Campionati mondiali di skeleton 2023 | Campionati mondiali di skeleton 2023 | Campionati mondiali di skeleton 2023 |
| Gennaio                              | 26                                   | 27                                   | 28                                   | 29                                   | Totale                               |
| ------------------------------------ | ------------------------------------ | ------------------------------------ | ------------------------------------ | ------------------------------------ | ------------------------------------ |
| Donne                                | Singolo (1ª e 2ª manche)             | Singolo (3ª e 4ª manche)             |                                      |                                      | 1                                    |
| Uomini                               | Singolo (1ª e 2ª manche)             | Singolo (3ª e 4ª manche)             |                                      |                                      | 1                                    |
| Misto                                |                                      |                                      |                                      | Gara a squadre                       | 1                                    |
| Totale                               |                                      | 2                                    |                                      | 1                                    | 3                                    |

## Risultati

### Singolo donne
La gara si è disputata il 26 e il 27 gennaio 2023 nell'arco di quattro manche e hanno preso parte alla competizione 32 atlete in rappresentanza di 21 differenti nazioni; campionessa uscente era la tedesca Tina Hermann, che in questa edizione si è piazzata al quinto posto. Il titolo è andato per la prima volta in carriera alla connazionale Susanne Kreher; la medaglia d'argento è stata invece vinta dalla neerlandese Kimberley Bos, mentre quella di bronzo è andata alla canadese Mirela Rahneva.
| Pos. | Atlete             | Nazione       | 1ª manche | 2ª manche | 3ª manche | 4ª manche | Totale  | Distacco |
| ---- | ------------------ | ------------- | --------- | --------- | --------- | --------- | ------- | -------- |
|      | Susanne Kreher     | Germania      | 1'08"12   | 1'08"26   | 1'08"77   | 1'08"42   | 4'33"57 | –        |
|      | Kimberley Bos      | Paesi Bassi   | 1'08"23   | 1'08"69   | 1'08"48   | 1'08"18   | 4'33"58 | +0"01    |
|      | Mirela Rahneva     | Canada        | 1'08"57   | 1'08"20   | 1'09"08   | 1'08"56   | 4'34"41 | +0"84    |
| 4    | Janine Flock       | Austria       | 1'08"91   | 1'08"11   | 1'08"82   | 1'08"61   | 4'34"45 | +0"88    |
| 5    | Tina Hermann       | Germania      | 1'08"47   | 1'08"50   | 1'09"05   | 1'08"60   | 4'34"62 | +1'05"   |
| 6    | Jane Channell      | Canada        | 1'08"52   | 1'08"36   | 1'08"81   | 1'09"07   | 4'34"76 | +1"19    |
| 7    | Jacqueline Lölling | Germania      | 1'08"69   | 1'08"56   | 1'09"34   | 1'08"67   | 4'35"26 | +1"69    |
| 8    | Kim Meylemans      | Belgio        | 1'08"78   | 1'08"99   | 1'08"94   | 1'08"77   | 4'35"48 | +1"91    |
| 9    | Laura Deas         | Gran Bretagna | 1'09"14   | 1'08"75   | 1'09"05   | 1'09"11   | 4'36"05 | +2"48    |
| 10   | Hallie Clarke      | Stati Uniti   | 1'08"90   | 1'09"00   | 1'09"21   | 1'09"24   | 4'36"35 | +2"78    |

Nota: in grassetto il miglior tempo di manche.

### Singolo uomini
La gara si è disputata il 26 e il 27 gennaio 2023 nell'arco di quattro manche e hanno preso parte alla competizione 36 atleti in rappresentanza di 21 differenti nazioni; campione uscente era il tedesco Christopher Grotheer, il quale in questa edizione si è piazzato solamente al decimo posto. Il titolo mondiale è andato, per la prima volta, al britannico Matt Weston, davanti all'italiano Amedeo Bagnis, al primo podio mondiale in carriera, mentre il bronzo è stato vinto dal sudcoreano Jung Seung-gi, anche lui per la prima volta a medaglia.
| Pos. | Atleti               | Nazione       | 1ª manche | 2ª manche | 3ª manche | 4ª manche | Totale  | Distacco |
| ---- | -------------------- | ------------- | --------- | --------- | --------- | --------- | ------- | -------- |
|      | Matt Weston          | Gran Bretagna | 1'07"08   | 1'06"88   | 1'07"81   | 1'06"94   | 4'28"71 | –        |
|      | Amedeo Bagnis        | Italia        | 1'07"55   | 1'07"54   | 1'08"29   | 1'07"12   | 4'30"50 | +1"79    |
|      | Jung Seung-gi        | Corea del Sud | 1'07"88   | 1'07"39   | 1'08"31   | 1'07"59   | 4'31"17 | +2"46    |
| 4    | Craig Thompson       | Gran Bretagna | 1'07"91   | 1'07"43   | 1'08"18   | 1'07"66   | 4'31"18 | +2"47    |
| 5    | Marcus Wyatt         | Gran Bretagna | 1'07"77   | 1'07"49   | 1'08"48   | 1'07"64   | 4'31"38 | +2"67    |
| 6    | Yan Wengang          | Cina          | 1'08"00   | 1'07"66   | 1'08"49   | 1'07"67   | 4'31"82 | +3"11    |
| 7    | Mattia Gaspari       | Italia        | 1'08"13   | 1'07"63   | 1'08"39   | 1'07"83   | 4'31"98 | +3"27    |
| 8    | Kim Ji-soo           | Corea del Sud | 1'07"96   | 1'07"82   | 1'08"61   | 1'08"19   | 4'32"58 | +3"87    |
| 9    | Chen Wenhao          | Cina          | 1'08"23   | 1'07"71   | 1'08"68   | 1'08"04   | 4'32"66 | +3"95    |
| 10   | Christopher Grotheer | Germania      | 1'08"04   | 1'07"83   | 1'09"06   | 1'07"92   | 4'32"85 | +4"14    |

Nota: in grassetto il miglior tempo di manche.

### Gara a squadre
La gara è stata disputata il 29 gennaio 2023 e ogni squadra nazionale ha potuto prendere parte alla competizione con al massimo due formazioni; nello specifico la prova ha visto la partenza di una skeletonista e di uno skeletonista per ognuna delle 18 coppie rappresentanti 12 differenti nazioni, che hanno gareggiato ciascuno in una singola manche; la somma totale dei tempi così ottenuti ha laureato campione la squadra tedesca di Susanne Kreher (vincitrice anche nella gara individuale) e Christopher Grotheer. Per Grotheer si è trattato del terzo successo nella gara a squadre dopo quelli del 2019 e del 2021; la medaglia d'argento è andata alla compagine britannica composta da Laura Deas e Matt Weston (vincitore della gara individuale), mentre il bronzo è stato vinto dai connazionali Brogan Crowley e Craig Thompson.
| Pos. | Squadra          | Atlete/i                            | Frazione femminile | Frazione maschile | Totale  | Distacco |
| ---- | ---------------- | ----------------------------------- | ------------------ | ----------------- | ------- | -------- |
|      | Germania I       | Susanne Kreher Christopher Grotheer | 1'13"25            | 1'11"61           | 2'24"91 | –        |
|      | Gran Bretagna I  | Laura Deas Matt Weston              | 1'13"60            | 1'11"44           | 2'25"04 | +0"13    |
|      | Gran Bretagna II | Brogan Crowley Craig Thompson       | 1'13"62            | 1'11"70           | 2'25"32 | +0"41    |
| 4    | Italia I         | Valentina Margaglio Amedeo Bagnis   | 1'14"00            | 1'11"51           | 2'25"51 | +0"60    |
| 5    | Cina I           | Zhao Dan Yan Wengang                | 1'13"86            | 1'11"97           | 2'25"83 | +0"92    |
| 6    | Canada I         | Mirela Rahneva Blake Enzie          | 1'13"51            | 1'12"47           | 2'25"98 | +1"07    |
| 7    | Germania II      | Tina Hermann Felix Keisinger        | 1'14"39            | 1'11"82           | 2'26"21 | +1"30    |
| 8    | Stati Uniti II   | Hallie Clarke Andrew Blaser         | 1'14"00            | 1'12"66           | 2'26"66 | +1"75    |
| 9    | Cina II          | Li Yuxi Chen Wenhao                 | 1'14"69            | 1'12"12           | 2'26"81 | +1"90    |
| 10   | Italia II        | Alessia Crippa Mattia Gaspari       | 1'14"85            | 1'11"97           | 2'26"82 | +1"91    |

Nota: in grassetto il miglior tempo di frazione.

## Medagliere
| Pos.   | Nazione       | Oro | Argento | Bronzo | Totale |
| ------ | ------------- | --- | ------- | ------ | ------ |
| 1      | Germania      | 2   | 0       | 0      | 3      |
| 2      | Gran Bretagna | 1   | 1       | 1      | 3      |
| 3      | Italia        | 0   | 1       | 0      | 1      |
| 3      | Paesi Bassi   | 0   | 1       | 0      | 1      |
| 5      | Canada        | 0   | 0       | 1      | 1      |
| 5      | Corea del Sud | 0   | 0       | 1      | 1      |
| Totale | Totale        | 3   | 3       | 3      | 9      |